# Praxisforschung
Praxisforschung ist eine Art der Forschung, bei der Praktiker durch das Erforschen ihrer eigenen Praxis mittels deduktiver Verfahren neue Theorie generieren. Sie ist eng verwandt mit der Aktionsforschung.
Praxisforschung heißt, dass Praktiker konkrete Probleme, die in ihrer Berufspraxis auftreten, unter Einbezugnahme von bestehender Theorie erforschen, mit dem vorrangigen Ziel, das eigene Handeln zu analysieren und zu verbessern. Ihren Ursprung hat die Praxisforschung im Gedanken, dass die Generierung neuer Theorie nur sinnvoll ist, wenn sich diese als praxistauglich erweist. Im Vergleich zu den gängigen sozialwissenschaftlichen Verfahren, bei denen die Allgemeingültigkeit der erzielten Forschungsergebnisse angestrebt wird, verfolgt die Praxisforschung das Ziel, ein konkretes Problem zu analysieren und eine dafür passende Lösung zu suchen.

## Definition
Durch die Nähe zur Aktionsforschung wird „Praxisforschung“ oft synonym mit „Aktionsforschung“ beziehungsweise „Action Research“ verwendet. Die meisten Praxisforscher verwenden John Elliotts Definition der „Aktionsforschung“ zur Beschreibung ihrer Forschungstätigkeit:

Action research might be defined as the study of a social situation with a view to improving the quality of action within it.

Die Definition von Herbert Altrichter und Peter Posch bezieht sich zwar auf Lehrer, ist aber für Praktiker anderer Berufe genauso zutreffend:

Aktionsforschung ist die systematische Untersuchung beruflicher Situationen, die von Lehrern selbst durchgeführt wird, in der Absicht, diese zu verbessern.

Im Vergleich zur Aktionsforschung ist die Praxisforschung umfassender. Praxisforscher beziehen sich neben der Aktionsforschung auch auf die Ansätze der qualitativen Sozialforschung und die Arbeiten Donald Schöns zur reflective practice:

When someone reflects in action, he becomes a researcher in the practice context. He is not dependent on the categories of established theory and technique, but constructs a new theory of the unique case … he does not separate thinking from doing, ratiocinating his way to a decision which he must later convert to action. Because his experimenting is a kind of action, implementation is built into his enquiry.

Zentrales Ziel der Praxisforschung ist in Anlehnung an Michael Bassey die systematische Analyse, um neues Wissen zu generieren:

Research is systematic, critical and self-critical enquiry which aims to contribute towards the advancement of knowledge and wisdom.
Durch das systematische, wissenschaftliche und strategische Handeln unterscheidet sich die Praxisforschung in den Augen ihrer Vertreter von der reinen Reflexion.

### Gattungen
Je nach Absicht der Forschenden ergeben sich verschiedene Gattungen der Praxisforschung, die Cohen et al in der Aktionsforschung folgendermaßen differenzieren:
- Technische Praxisforschung zielt darauf hin, eine bestehende Situation zu optimieren.
- Praktische Praxisforschung erfordert das informed judgement von Berufstätigen.
- Emanzipatorische Praxisforschung will bei den Forschenden ein Verständnis schaffen für zwischenmenschliche Strukturen und Beziehungen, die den Forschenden/Praktiker an der freien Ausübung seiner Tätigkeit hindern.

### Geschichtlicher Überblick
Die Ursprünge der Praxisforschung gehen auf Morenos „Inter-Action-Research“ (Österreich, um 1920) und die Lewinsche Feldtheorie zurück (USA, um 1949). In den deutschsprachigen Ländern ist der Begriff „Aktionsforschung“ eng mit der Studentenbewegung von 1968 verbunden, gilt demzufolge als politische Opposition gegenüber dem akademischen Wissenschaftsgebahren. Der Terminus „Praxisforschung“ verhält sich dahingegen neutral.
Während sich die Aktionsforschung und die Praxisforschung in den 1970er Jahren wachsender Beliebtheit erfreuten, war das Interesse Anfang der 1980er Jahre bereits wieder abgeflaut.
Erst ab den frühen 1990er Jahren nahm die Akzeptanz der Praxisforschung im deutschsprachigen Raum vor allem in den Sozialwissenschaften signifikant zu. Dies ist in erster Linie Herbert Altrichter und Peter Posch zu verdanken, die ihre Begegnung mit Lawrence Stenhouse und John Elliott sowie ihre Erfahrungen aus der Lehrerausbildung in England in den deutschsprachigen Raum gebracht haben.
In den letzten Jahren haben Heinz Moser und Thomas Stöckli ebenfalls im Bereich der erziehungswissenschaftlichen Forschung mit zwei Handbüchern neue Akzente gesetzt. In verwandten sozialwissenschaftlichen Feldern ist eine breite Rezeption dahingegen ausgeblieben.

## Theoretische Begründung

### Diskrepanz zwischen Theorie und Praxis
Das wesentliche Charakteristikum der Praxisforschung ist ihre Verwurzelung in der Praxis. Forschungen werden am Arbeitsplatz durch den Praktiker betrieben, der seine Praxis verbessern und gleichzeitig seine Kompetenzen steigern will. Die Praxisforschung bietet sich dafür insofern an, als sie versucht, die Diskrepanz zwischen Theorie und Praxis zu überwinden.
Die Beschäftigung des Praktikers mit dem Zusammenhang von Theorie und Praxis ist zentraler Bestandteil der Praxisforschung. In Anlehnung an Anselm Strauß' Grounded Theory will die Praxisforschung dahin führen, dass Theorie ausgehend von Daten, die systematisch gesammelt worden sind, generiert wird (und nicht durch logische Ableitungen von A-priori-Annahmen). Gerade in den Sozialwissenschaften sei Theorie nur sinnvoll, wenn sie sich in der Praxis bewähre. Elliott sieht in der Aktionsforschung beziehungsweise Praxisforschung:

…a resolution to the theory-practice issue as it is perceived by teachers. Within this form of educational enquiry theoretical abstraction plays a subordinate role in the development of a practical wisdom grounded in reflective experiences of concrete cases.
Da die Praxisforschung Theorie direkt aus der Praxis gewinnen will, muss sie entsprechend flexibel und kreativ sein, denn die Relevanz von gewonnenem Wissen kann sich je nach Stand der Arbeit verändern.

### Wissenschaftsverständnis
Die Praxisforschung widerspricht insofern den gängigen wissenschaftlichen Prinzipien, als die Forschenden das Gebiet ihrer Forschung beeinflussen wollen. Die in der Wissenschaft gängige Distanz des Forschenden zu seinem Forschungsgegenstand entfällt, der Forschende ist gleichzeitig Subjekt und Objekt seiner Forschungen. Heinz Moser fordert daher eine deutliche Unterscheidung zwischen wahrheitsgenerierenden Wissenschaftssystemen und nach Brauchbarkeitskriterien und Alltagswissen orientierten Praxissystemen.
Die Praxisforschung entspricht dem „bottom-up-Forschungsansatz“, der vor allem in englischsprachigen Ländern verbreitet ist. Durch die Bewegung von unten nach oben hat die Praxisforschung in den Augen einiger ihrer Vertreter das Potenzial, traditionelle Grenzen zwischen akademischer und professioneller Welt zu durchbrechen.
In der deutschsprachigen akademischen Welt wird mittlerweile dank des Einflusses der Pionierarbeiten in England und den USA in der Fachliteratur ein Diskurs geführt, der die anfänglichen Auseinandersetzungen zwischen Praxisforschenden und Vertretern der quantitativen Forschung abgelöst haben. Es ist ein Verständnis dafür entwickelt worden, dass sowohl die qualitative als auch die quantitative Forschung ihre Berechtigung und spezifischen Anwendungsbereiche haben. Somit ergänzen sich in den Augen der meisten Wissenschaftler qualitative und quantitative Ansätze gegenseitig und konkurrieren nicht miteinander. Beide Forschungsansätze lieferten Informationen, die sich nicht nur von den anderen unterscheiden, sondern für das gegenseitige Verständnis wichtig seien, denn

… die Anwendung einer bestimmten Methode kann man also nicht mit seinem „Paradigma“ oder seinen Neigungen begründen, sondern sie muss von der Eigenart der jeweiligen Forschungsproblems ausgehen.
Die Praxisforschung wird daher in den Augen ihrer Vertreter oft als eine Antwort auf die zunehmende Pluralisierung der Lebenswelten in modernen Gesellschaften und dem dazugehörigen sozialen Wandel gesehen:

Der rasche soziale Wandel und die resultierende Diversifikation von Lebenswelten konfrontieren Sozialforscher zunehmend mit sozialen Kontexten und Perspektiven, die für sie so neu sind, dass ihre klassischen deduktiven Methodologien – die Fragestellung und Hypothesen aus theoretischen Modellen ableiten und an der Empirie überprüfen – an der Differenziertheit der Gegenstände vorbeizielen.

### Persönlichkeitsentwicklung
Wilfred Carr und Stephen Kemmis vertreten die Ansicht, dass Praxisforschung auch zu Verbesserungen in zwischenmenschlichen Beziehungen führt. Praxisforschung sei

… a form of self-reflective enquiry undertaken by participants in social situations in order to improve the rationality and justice of their own practices, their understanding of these practices and the situations in which the practices are carried out.
Stephen Kemmis glaubt an die emanzipatorischen Möglichkeiten der Praxisforschung, insbesondere in den Erziehungswissenschaften:

I believe emphatically that it is not utopian to hope for education that emancipates students, teachers and societies from irrational forms of thinking, unproductive ways of working, unsatisfying forms of life for teachers or students or their families, or from unjust forms of social relations in schools or societies.
Praxisforschung zielt darauf ab, vom Einzelnen ausgehend die Praxis von einer gesamten Gruppe oder einer ganzen Gesellschaft zu verändern. Daraus erkläre sich, so Jean McNiff, die unterschiedliche Perspektive zwischen Praxisforschung und empirischer Forschung:

Empirical researchers enquire into other people’s lives. Action researchers enquire into their own.
Praxisforschung versteht sich ferner als Aufforderung an den Forschenden, seine eigenen Werte und Theorien zu hinterfragen. Der Forschungsprozess kann als Gelegenheit zur persönlichen Weiterentwicklung verstanden werden, was laut Lomax insofern eine Schwierigkeit darstellen kann, als die Reflexion über die negativen Aspekte der Praxis und insbesondere das Teilen dieser Reflexion erfahren würden.

## Methodik

### Der zyklische Prozess
Praxisforschung versteht sich als zyklischer Prozess, dessen Wissensbasis in erster Linie das Handeln des Forschenden ist. In der Praxis auftretende Probleme werden mit Bezugnahme auf die bestehende Theorie reflektiert, wobei neues Wissens generiert wird, das direkt in der Praxis Anwendung findet. Dadurch entsteht ein Austausch zwischen Praktikern und Theoretikern.
Bei einigen Praxisforschern herrscht die Meinung vor, Praxisforschung könne nur individuell durchgeführt werden. Andere betonen jedoch die Diskursivität dieses Ansatzes und dass ein kritischer Austausch mit anderen Forschern unabdingbar sei, womit der Prozess der Reflexion, Theoretisierung und Planung von weiteren Forschungen intensiviert würde.
Ein wesentliches Problem stellt beim heutigen Stand die Verbreitung der Praxisforschungsergebnisse dar. Viele Praxisforscher heben die Bedeutung einer professional community hervor, die die Möglichkeiten bietet, das generierte Wissen einem breiteren Publikum zugänglich zu machen.

## Kritik
Kritiker werfen der Praxisforschung mangelnde Wissenschaftlichkeit vor. So wird in Frage gestellt, ob ein Großteil dessen, was als Praxisforschung deklariert werde, nicht eher Rechtfertigungen bestehender Praxen seien, die Berichterstattungen über unternommene Anstrengungen gleichkämen.